# 미토콘드리아 투과성 전이공
미토콘드리아 투과성 전이공(영어: mitochondrial permeability transition pore, mPTP)는 특정 병리학적 조건 하에서 미토콘드리아 내막에 형성되는 단백질이다. 개구부는 미토콘드리아막의 투과성을 분자량에서 1500 달톤 미만의 분자로 증가시킬 수 있다. 미토콘드리아 투과성 전이공은 특정 생물학적 환경에 따라 미토콘드리아 부기와 세포 사멸을 초래할 수 있다.

## 같이 보기
- 크리스타
- NMDA 수용체